# Księstwo łęczyckie

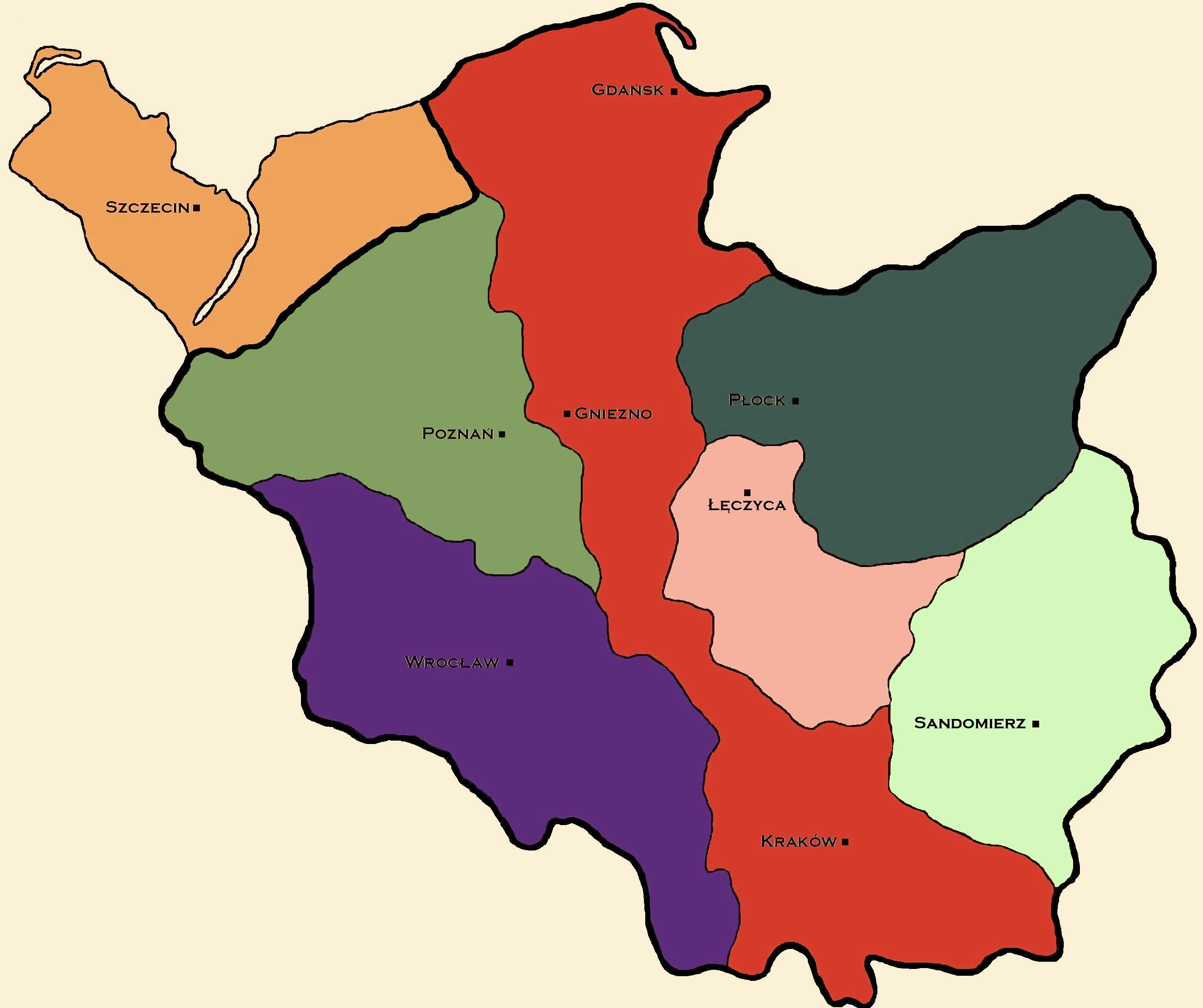
Prowincja łęczycka (1138-1231) i księstwo łęczyckie (1231-1239/1243) obejmowały ziemię łęczycką, ziemię sieradzką i kasztelanie zapilickie (na różowo). Z księstwa zostały wydzielone kasztelanie zapilickie w 1239 (lub 1243) oraz księstwo sieradzkie w 1264.

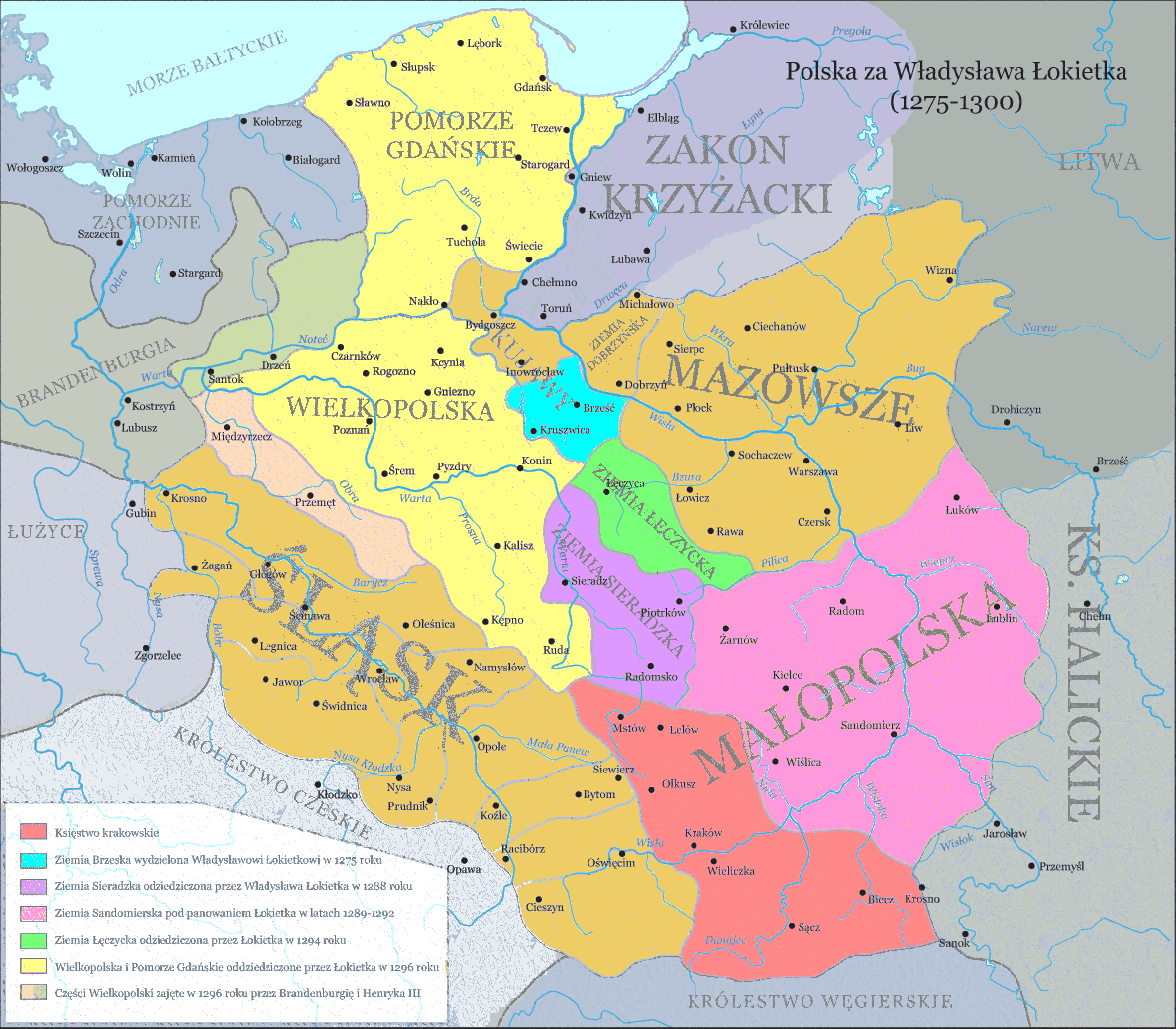
Księstwo łęczyckie (na zielono) pod koniec XIII w.

Księstwo łęczyckie (łac. Ducatus Lanciciensis) – księstwo istniejące na ziemi łęczyckiej w latach 1231–1352, ziemi sieradzkiej w latach 1231−1264 i trzech kasztelaniach zapilickich (nadpilickich) w latach 1231−1243.
Księstwo łęczyckie powstało z przekształcenia prowincji łęczyckiej powstałej na przełomie XI i XII w. W wiekach XI i XII terytorium prowincji łęczyckiej i księstwa łęczyckiego pokrywało się z terytorium pierwotnego archidiakonatu łęczyckiego, przed wydzieleniem z niego archidiakonatu uniejowskiego i kurzelowskiego  na przełomie XIII i XIV wieku (uniejowski 1301 r., kurzelowski 1306 r.) oraz przed włączeniem do niego obszaru późniejszego dekanatu rawskiego (Rawa, Łowicz), politycznie należącego do Mazowsza (pierwotny dekanat rawski został przekształcony w archidiakonat łowicki w 1522 r.). Granica prowincji łęczyckiej wiodła na południe wzdłuż Słudwi, następnie na zachód wzdłuż Bzury, na wysokości Soboty ponownie na południe; obejmowała w ten sposób parafie Kutno, Głogowiec, Ryków (wieś z parafii Grochów), Przedecz, Śleszyn, Zduny, Sobota, Bielawy, Waliszew, Bratoszewice, Niesułków, Skoszewy, Brzeziny, Łaznów, Rosocha, Chorzęcin, Tobiasze. Należały tu także Skrzynno, Żarnów i Małogoszcz. Zachodnią granicę prowincji łęczyckiej wyznaczały parafie Dąbrowa Zielona, Kłomnice, Borowno, Mykanów, Rybno, Wąsosz Górny, Działoszyn, Szczyty, Siemkowice, Restarzew, Chrząstawa, Brzyków, Rychłocice, Stolec Wielki, Uników, Brzeźno, Wągczew, Tubądzin, Warta, Jeziorsko, Miłkowice, Skęczniew, Wągłczew, Boleszczyn, Chełmno, Umień, Borysławice Kościelne, Kłodawa. Według bulli gnieźnieńskiej (1136 r.) na obszarze prowincji łęczyckiej znajdowały się następujące kasztelanie: łęczycka, sieradzka, spycimierska, wolborska, rozpierska, żarnowska, skrzyńska i małogoska.
Pierwszy raz ziemia łęczycka istniała jako samodzielny byt polityczny w latach 1138–1144, gdy rządziła nim wdowa po Bolesławie III Krzywoustym, Salomea z Bergu. Następnie przez długi czas jako prowincja łęczycka była częścią księstwa krakowskiego.
Po objęciu władzy nad tym terenem w 1228 lub 1229 roku przez Konrada I mazowieckiego kasztelanie łęczycka, sieradzka, spicymierska, wolborska, rozpierska, żarnowska, skrzyńska i małogoska, wchodzące w skład wcześniej istniejącej prowincji łęczyckiej, weszły w skład wydzielonego przez niego w 1231 roku księstwa łęczyckiego, które przyłączył do Mazowsza. Nieco później, na skutek klęsk Konrada I mazowieckiego w walce o dzielnice sandomierską i krakowską, księstwo łęczyckie utraciło na rzecz księstwa sandomierskiego trzy kasztelanie zapilickie /nadpilickie (zlokalizowane po prawej stronie Pilicy): żarnowską, skrzyńską, małogoską. Podawane są dwie możliwe daty tego zdarzenia: 1239 r. i zjazd w Przedborzu, kiedy być może Konrad I mazowiecki przekazał te tereny na rzecz księcia sandomierskiego Bolesława V Wstydliwego, lub 1243 r. i wielka klęska Konrada w bitwie z Bolesławem pod Suchodołami. Utracony teren był zbliżony do części archidiecezji gnieźnieńskiej znajdującej się po prawej stronie Pilicy i na nim powstał później archidiakonat kurzelowski archidiecezji gnieźnieńskiej wydzielony z archidiakonatu łęczyckiego. Posiadanie kasztelanii zapilickich umożliwiało sprawowane kontroli w Małopolsce książętom sieradzko-łęczyckim, zaś książętom krakowskim i sandomierskim zapewniało możliwość szachowania sił wielkopolskich, stąd region ten obfitował w wiele starć bitewnych.
Po śmierci Konrada w 1247 roku jego drugi syn, Kazimierz I kujawski, objął księstwo łęczyckie, które do 1299 roku znajdowało się w rękach jego kolejnych synów. Prawdopodobnie już za czasów Kazimierza I w obrębie księstwa łęczyckiego znalazł się Inowłódz wraz z okolicznymi miejscowościami: Glinnik, Małecz, Lubochnia, Glina, Sadykierz i Wola Małecka, Rzeczyca (Tarnowska); częścią księstwa stała się również parafia Grzegorzew wraz z Ladorudzem, Ladorudzkiem, Rzuchowem, Chełmnem i Sobótką nad Nerem.
W latach 1263–1264 Kazimierz I wydzielił z księstwa łęczyckiego kasztelanie sieradzką, spicymierską, rozpierską i większą część wolborskiej (wraz z Wolborzem), aby utworzyć księstwo sieradzkie, które objął jego syn Leszek Czarny. Granica pomiędzy księstwami łęczyckim i sieradzkim biegła wzdłuż Neru i Wolbórki.
Na przełomie XIII/XIV wieku, od księstwa łęczyckiego odpadło Kutno wraz z okolicznymi miejscowościami, które przeszły pod panowanie książąt mazowieckich. Kasztelania brzezińska została wydzielona z obszaru kasztelanii łęczyckiej w I połowie XIV wieku w czasach Władysława Łokietka; pierwsza wzmianka o kasztelanii brzezińskiej pochodzi z 1332 r. Przypuszcza, że powstanie tej kasztelanii było spowodowane chęcią usprawnienia przez księcia administracji na południowo-wschodnich rubieżach swego władztwa, w związku z wcześniejszym przyłączeniem do niego Inowłodza i okolic.
W latach 1299–1306 księstwem rządził król polski i czeski Wacław II, później wróciło w ręce Władysława I Łokietka, by w latach 1327–1352 być rządzonym przez jego bratanka, Władysława Garbatego.
Od 1352 roku stało się częścią Zjednoczonego Królestwa Polskiego jako województwo łęczyckie. Granice księstwa łęczyckiego pod koniec jego istnienia pokrywały się z granicami województwa wchodzącego w skład I Rzeczypospolitej. W drugiej połowie XIV w. powstały powiaty, a w województwie łęczyckim wydzielono trzy: łęczycki, orłowski i brzeziński. Obszar powiatów pokrywał się z obszarami parafii, które pozwalały wytyczyć granice jednostek administracji państwowej.